# Stanisław Leszczycki
Stanisław Marian Leszczycki (ur. 8 maja 1907 w Mielcu, zm. 17 czerwca 1996 w Warszawie) – polski geograf i działacz polityczny, profesor zwyczajny Uniwersytetu Warszawskiego.

## Życiorys
Urodził się w Mielcu w rodzinie prawniczej: dziadek Robert Leszczycki był sędzią Sądu Krajowego w Krakowie, drugi dziadek Henryk Macharski (ojciec matki Jadwigi z Macharskich Leszczyckiej) – prawnikiem w starostwie, a ojciec Bronisław Leszczycki – notariuszem. Również pradziadkowie mieli studia wyższe, używali pieczęci z herbem rodzinnym – Leszczyc.
Podczas I wojny światowej rodzina przeniosła się do Andrychowa, a po śmierci ojca osiadła w Krakowie, gdzie Stanisław ukończył szkołę powszechną i gimnazjum.
Od 1917 należał do harcerstwa, jego drużynowym był Ignacy Fik. Stanisław Leszczycki jako harcerz pełnił m.in. służbę gońca w wojskowym biurze werbującym ochotników do walki z bolszewicką Rosją, a w 1924 przeszedł kurs dla przewodników po Krakowie. Do końca lat 20. był drużynowym i organizował letnie obozy harcerskie. W czasach szkolnych interesował się heraldyką, etnografią i językiem esperanto, uczestniczył w konferencji skautów esperantystów w Birkenhead w Anglii w 1929.
Po maturze w 1926 zamierzał zdawać na studia geologiczne, ponieważ jednak ówcześnie takich studiów nie było, wybrał najbliższą swoim zainteresowaniom geografię na Uniwersytecie Jagiellońskim. Ze względu na trudne warunki materialne w trakcie studiów musiał podjąć pracę zarobkową. Dzięki prof. Ludomirowi Sawickiemu na drugim roku został zaangażowany jako zastępca młodszego asystenta, a na trzecim, w 1928 jako młodszy asystent. Wkrótce, po śmierci prof. Sawickiego, powierzono mu prowadzenie seminarium antropogeograficznego pod kierunkiem prof. Jerzego Smoleńskiego, a później – pracowni magisterskiej i konwersatorium ogólnogeograficznego. Jako drugi kierunek studiował także etnografię, ukończył też studium pedagogiczne. W 1930 otrzymał tytuł magistra filozofii UJ (praca dyplomowa pt. Demografia wsi Krzczonowa i Zawadki w powiecie myślenickim) i został mianowany starszym asystentem. Zajmował się demogeografią, w szczególności badaniami osadnictwa wiejskiego (m.in. fizjonomii osiedli – prowadzonymi głównie w Beskidzie Wyspowym, Małym i Niskim, Podhalu, na Łemkowszczyźnie, a także w Alpach Austriackich, w Anatolii i Finlandii), prowadził zimowe badania klimatu w Tatrach, bioklimatu polskich uzdrowisk, zajmował się geografią turyzmu (kierował pionierskim Studium Turyzmu na UJ) oraz planowaniem regionalnym (podkreślał rolę naturalnego środowiska geograficznego i czynników demograficznych w planowaniu regionalnym).
W 1932 na podstawie pracy Badania geograficzne nad osadnictwem w Beskidzie Wyspowym uzyskał doktorat. Równolegle z działalnością prowadzoną na uniwersytecie w 1934 rozpoczął pracę w Biurze Planu Regionalnego Podhala i Beskidu Zachodniego (od 1937 Biurze Regionalnym Planu Zabudowy Okręgu Krakowskiego). Pracę habilitacyjną Region Podhala złożył w 1937, jednak została ona odrzucona.
Od czasów gimnazjalnych działał w Polskim Towarzystwie Tatrzańskim, na studiach założył Koło Akademickie PTT, był przewodnikiem górskim. Był popularyzatorem wiedzy krajoznawczej, wychowawcą wielu pokoleń krajoznawców i turystów. Był prezesem Zarządu Głównego Polskiego Towarzystwa Krajoznawczego w latach 1947–1950, zasłużonym dla połączenia Polskiego Towarzystwa Tatrzańskiego i Polskiego Towarzystwa Krajoznawczego w Polskie Towarzystwo Turystyczno-Krajoznawcze, w którym pełnił funkcję prezesa Głównej Komisji Rewizyjnej PTTK w latach 1950–1955. 17 grudnia 1950 r. podczas I Walnego Zjazdu PTTK otrzymał godność Członka Honorowego Polskiego Towarzystwa Turystyczno-Krajoznawczego. Działał również w Polskim Związku Narciarskim, Towarzystwie Ochrony Przyrody, Lidze Popierania Turystyki i Związku Ziem Górskich. W czasie studiów wstąpił do Polskiego Towarzystwa Geograficznego, był jego sekretarzem. Wraz z kolegą z harcerstwa Janem Chranickim był współtwórcą stukilometrowego szlaku turystycznego wokół Krakowa. Popularyzował geografię w wykładach krakowskiej rozgłośni Polskiego Radia, prowadził tam piątkowy „Poradnik turystyczny” a zimą prezentował „Komunikat śniegowy”, pisał liczne artykuły do prasy krakowskiej, w szczególności do dodatków „Kuriera Krakowskiego”. Wygłaszał odczyty w Towarzystwie Uniwersytetu Robotniczego, organizował i prowadził wycieczki krajoznawcze w okolice Krakowa dla robotników i bezrobotnych. Uczestniczył w Karpackich Zjazdach Turystycznych.
Aresztowany w listopadzie 1939 w niemieckiej akcji pacyfikacyjnej, tzw. Sonderaktion Krakau. Więziony we Wrocławiu, a następnie w obozach koncentracyjnych Sachsenhausen i Dachau. Po zwolnieniu z obozu w styczniu 1941 wrócił do Krakowa, gdzie rozpoczął pracę w wodociągach miejskich na stanowisku telefonisty, podczas której związał się ze środowiskiem PPS, a  w latach 1942–1945 w Sekcji Opieki nad Przesiedlonymi i Uchodźcami Komitetu Opiekuńczego Rady Głównej Opiekuńczej na stanowisku magazynier. Współpracował też z Biurem Informacji Politycznej Armii Krajowej, kilkakrotnie przechodził przez granicę na Orawę i Spisz, przekazując podziemną prasę i konspiracyjne przesyłki. Brał udział w tajnym nauczaniu Uniwersytetu Jagiellońskiego, prowadził zajęcia z antropogeografii i geopolityki. Razem z kolegami z UJ prowadził prace nad zreformowaniem szkolnictwa wyższego w powojennej Polsce, modelem gospodarki planowej, organizacją społeczno-polityczną państwa i przygotowaniem do konferencji pokojowej.

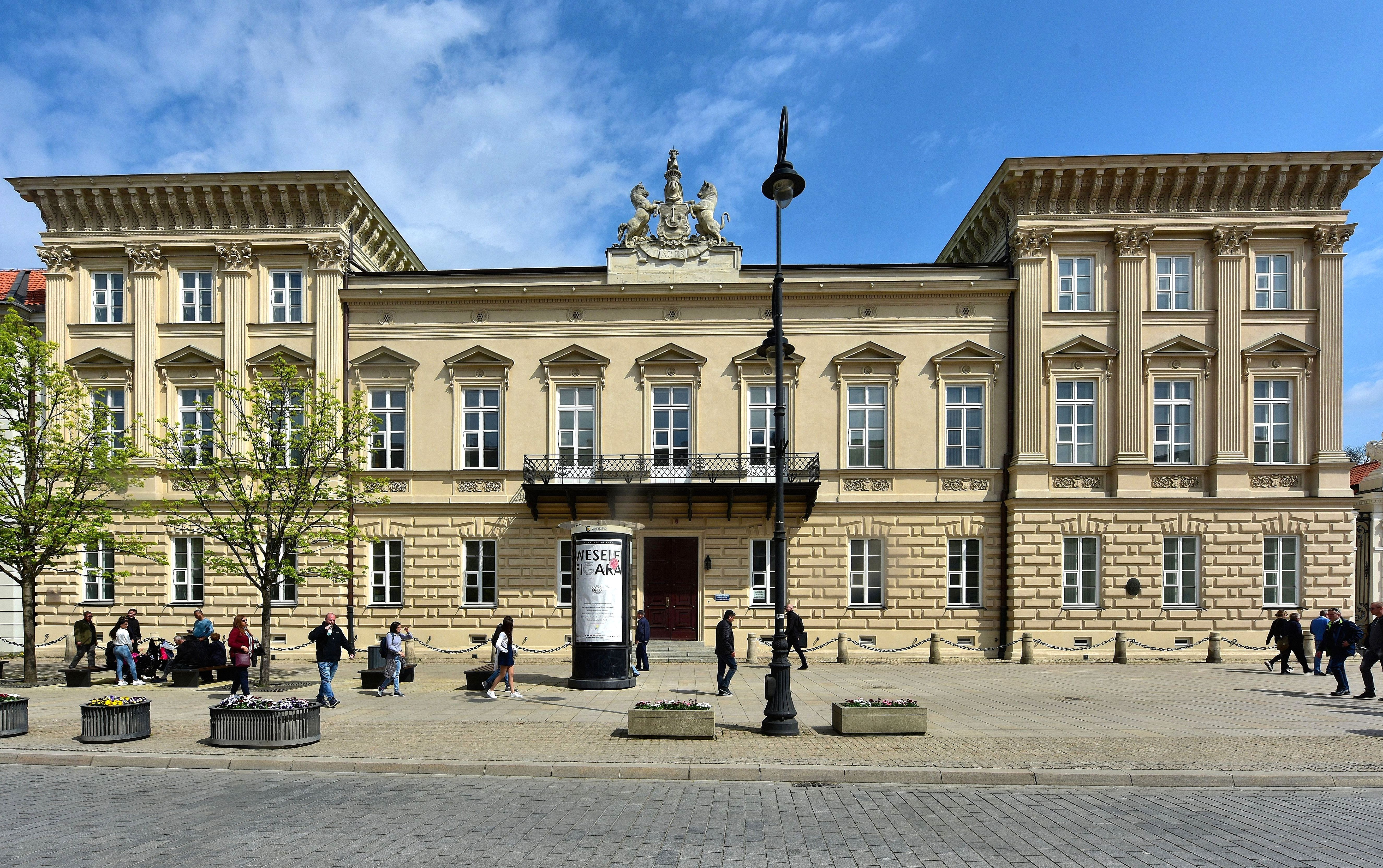
Pałac Uruskich-Czetwertyńskich – siedziba Instytutu Geograficznego UW (obecnie Wydziału Geografii i Studiów Regionalnych), Polskiego Towarzystwa Geograficznego oraz przez wiele lat Instytutu Geografii i Przestrzennego Zagospodarowania PAN

Po zakończeniu działań wojennych uczestniczył w zabezpieczaniu i porządkowaniu gmachów uniwersyteckich, kompletowaniu zbiorów i wznowieniu działalności dydaktycznej. W 1945 złożył pracę habilitacyjną o osadnictwie na podstawie materiałów zebranych w 1936 w czasie wyprawy do Anatolii (została  wydana dopiero w 1987 pt. Badania geograficzne nad osadnictwem w Południowej Anatolii). Był dyrektorem Instytutu Geografii UJ w latach 1945–1948. W Warszawie doprowadził do podpisania umowy z właścicielem zrujnowanego pałacu Uruskich Stefanem Czetwertyńskim a rektorem Uniwersytetu Warszawskiego, na mocy której w odbudowanym gmachu, oddanym do użytku w 1950, umieszczono Instytut Geograficzny UW (obecnie Wydział Geografii i Studiów Regionalnych), Instytut Geografii i Przestrzennego Zagospodarowania PAN, Polskie Towarzystwo Geograficzne i wspólną bibliotekę geograficzną.
Był jednym z ekspertów komunistycznego Rządu Tymczasowego RP ds. granic, uczestniczących w konferencji w Poczdamie w lipcu 1945, autorem memoriału pt. Postulaty Polski w sprawie granicy zachodniej Polski, przedłożonego po poprawkach Ministerstwa Spraw Zagranicznych Stanom Zjednoczonym Ameryki, Wielkiej Brytanii i Związkowi Radzieckiemu. Uczestniczył w rozmowach w sprawie ustalania przebiegu granicy polsko-czechosłowackiej i polsko-radzieckiej.
Członek PPS w latach 1945–1948. W PZPR przez cały okres istnienia partii (1948–1990). Poseł do KRN w latach 1945–1947, a następnie do Sejmu Ustawodawczego (1947–1952). Podsekretarz stanu w MSZ w latach 1946–1950.
Na pierwszym powojennym zjeździe Polskiego Towarzystwa Geograficznego w 1946 poparł ideę zjednoczenia wszystkich polskich towarzystw geograficznych i został wybrany przewodniczącym wydziału ds. naukowych. W latach 1950–1953 był prezesem PTG, w 1954 został jego członkiem honorowym, otrzymał złotą odznakę za zasługi dla PTG (1958) i medal PTG (1964). Zainicjował utworzenie w 1949 nadmorskiej stacji badawczej PTG w Międzyzdrojach na Wolinie. Brał udział w pracach nad planem badań dla geografii polskiej, podziałem kraju w nowych granicach na regiony geograficzne (niestety w niewielkim stopniu uwzględniającego elementy antropogeograficzne) i nazewnictwem na terenach przyłączonych do Polski (zajmował się nazwami fizjograficznymi).
Był inicjatorem założenia czasopisma „Poznaj Świat”, w którym publikował liczne artykuły i notatki, a także wydawania biuletynu pt. „Przegląd Radzieckiej Literatury Geograficznej”, który od 1953 wychodził pod tytułem „Przegląd Zagranicznej Literatury Geograficznej”.
W Towarzystwie Uniwersytetu Robotniczego wygłaszał odczyty i uczestniczył w konferencjach dotyczących spraw robotniczych. Uczestniczył w Radzie Szkół Wyższych i Radzie Głównej Nauki i Szkolnictwa Wyższego. W powołanej z inicjatywy KC PZPR Komisji Popierania Twórczości Naukowej i Artystycznej, przyznającej subwencje i stypendia krajowe i zagraniczne, był przewodniczącym Sekcji Popierania Nauki (1949–1953). Był członkiem Komitetu Nagród Państwowych, w którym przewodniczył Sekcji Architektury i Planowania Przestrzennego.
Współorganizował I Kongres Nauki Polskiej, na którym powołano Polską Akademię Nauk, przy jednoczesnej likwidacji Polskiej Akademii Umiejętności i Towarzystwa Naukowego Warszawskiego. Był współautorem referatu krytycznie oceniającego geografię przedwojenną i wytyczającego cele i zadania geografii na bazie materializmu dialektycznego. W 1952 powołany przez komunistyczny rząd w skład pierwszego prezydium PAN, był członkiem prezydium PAN do 1968 i ponownie w latach 1978–1980, członkiem kilku komitetów PAN, w tym przewodniczącym Komitetu Przestrzennego Zagospodarowania Kraju (1958–1980) i Komitetu ds. Górnośląskiego Okręgu Przemysłowego (1953–1961), a następnie przewodniczącym Rady Naukowej Zakładu Badań Naukowych GOP w Zabrzu. Był ekspertem z dziedziny planowania przestrzennego, powołany do Państwowej Rady Gospodarki Przestrzennej przy Komisji Planowania przy Radzie Ministrów.
W 1954 mianowany profesorem zwyczajnym.
Uczestniczył w pracach nad zagospodarowaniem przestrzennym kraju, jego gospodarki, transportu i wariantami podziału administracyjnego. Zajmował się geografią przemysłu,tj. strukturą przestrzenną i zmianami przemysłu i zagospodarowania przestrzennego w czasie, rozwojem aglomeracji miejsko-przemysłowych, a także regionalizacją ekonomiczną Polski i świata. Występował przeciwko trasie szerokotorowej Linii Hutniczo-Siarkowej prowadzonej przez Roztoczański Park Narodowy i lokalizacji zapory na Dunajcu, sprzeciwiał się lokalizacji Huty Katowice. Kierował pracami nad Atlasem przemysłu Polski, był członkiem komitetu redakcyjnego Wielkiego atlasu świata i współtwórcą Narodowego atlasu Polski oraz koncepcji Atlasu zasobów, walorów i zagrożeń środowiska. Prowadził badania terenowe ludności na wyspie Wolin, kierował pracami nad strefami wpływów wielkich miast, kontynuował też prace nad osadnictwem wiejskim w Beskidzie Wyspowym.
W latach 1951–1970 był dyrektorem Instytutu Geograficznego UW. W 1966 otrzymał propozycję objęcia funkcji rektora UW, której jednak nie przyjął. W marcu 1968 współautor pisma ponad 30. profesorów członków PAN do premiera Józefa Cyrankiewicza protestującego przeciwko biciu i aresztowaniu młodzieży i budzeniu antysemityzmu.
W latach 1968–1972 prezes Międzynarodowej Unii Geograficznej. W latach 1950–1979 redaktor naczelny „Przeglądu Geograficznego”. Doktor honoris causa Uniwersytetu Karola w Pradze (1970), Akademii Ekonomicznej w Poznaniu (1977) i Uniwersytetu Warszawskiego (1987). Członek honorowy dziewiętnastu geograficznych towarzystw naukowych i Towarzystwa Urbanistów Polskich. Odznaczony wieloma orderami i medalami krajowymi i zagranicznymi, m.in. w 1951 Krzyżem Komandorskim Orderu Odrodzenia Polski, ponadto komandorią brytyjskiego Orderu św. Michała i Jerzego, węgierskim Orderem Zasługi II klasy, fińskim Orderem Białej Róży, rumuńskim Orderem Gwiazdy II klasy, bułgarskimi orderami: Orderem 9 września 1944 II stopnia (1948) i Orderem za Zasługi II klasy i czechosłowackim Orderem Białego Lwa II klasy (1947). W grudniu 1983 wyróżniony Pamiątkowym Medalem z okazji 40. rocznicy powstania Krajowej Rady Narodowej.
Pochowany na Cmentarzu Salwatorskim w Krakowie (kwatera SC12-A-4).

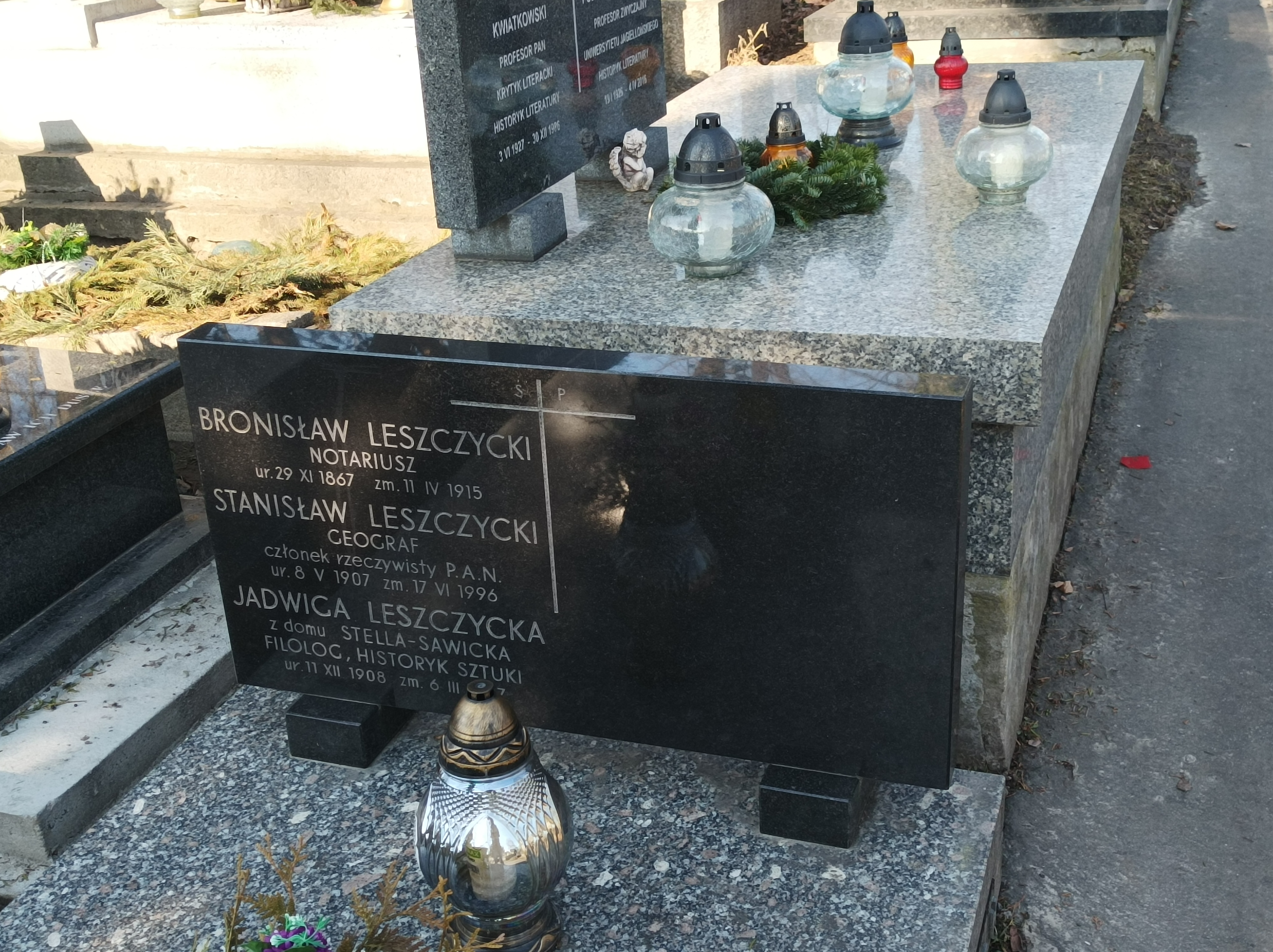
Grób prof. Stanisława Leszczyckiego na cmentarzu Salwatorskim w Krakowie

W 1998 jego imię nadano Instytutowi Geografii i Przestrzennego Zagospodarowania PAN.